# Kenworth T660
Kenworth T660 är en lastbilsmodell från Kenworth först introducerad 2008 och nedlagd 2017. Modellen är efterträdare till Kenworth W900 samt företrädare till Kenworth T680.